# Estátua de Arariboia

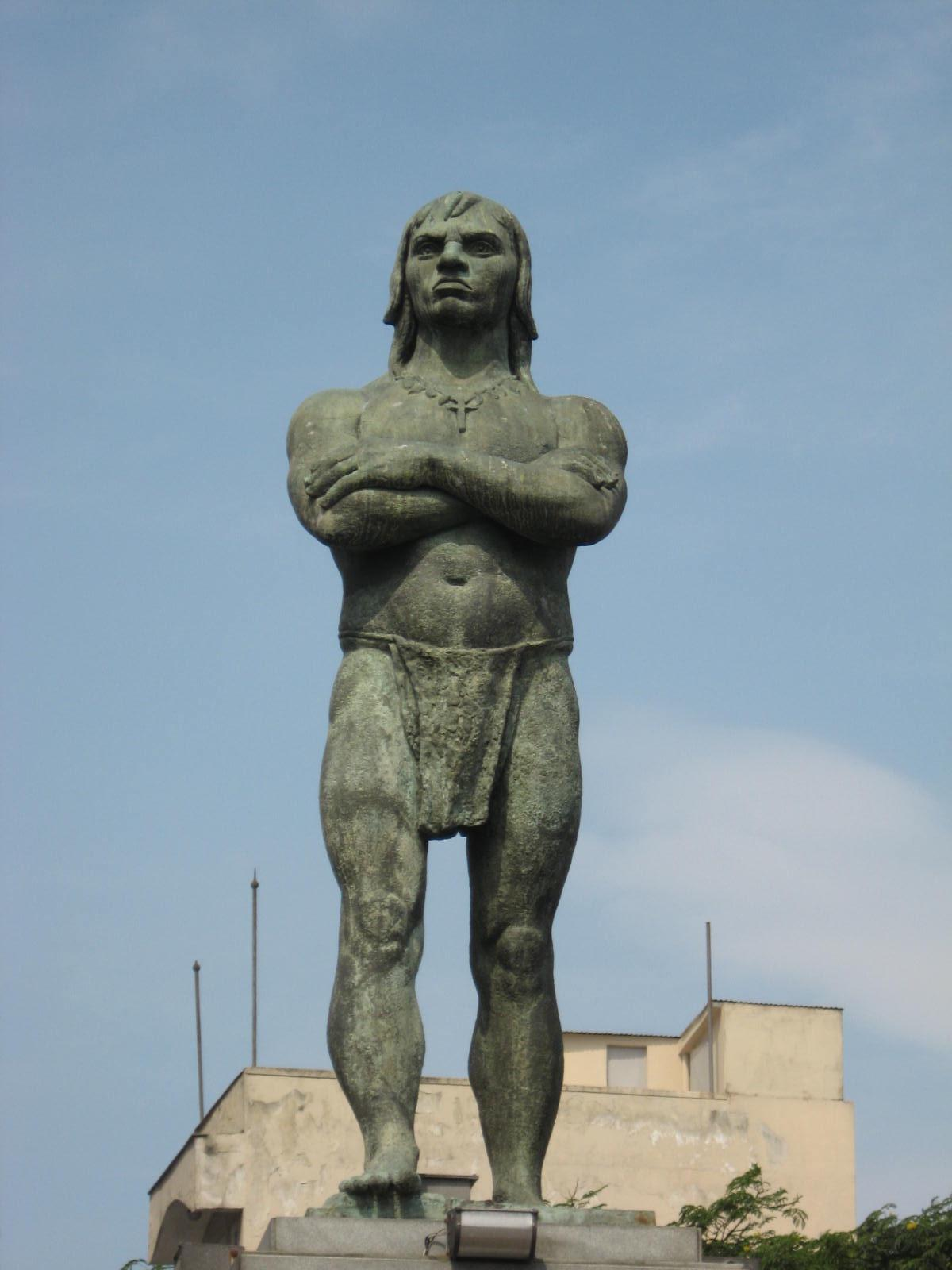
Estátua do Arariboia, em praça do mesmo nome, em frente à estação das Barcas, em Niterói

A estátua de Arariboia é um monumento em memória do cacique Arariboia, fundador da cidade de Niterói, única cidade brasileira fundada por um índio.  O cacique Arariboia foi herói da guerra da Confederação dos Tamoios e da expulsão dos franceses da colônia de França Antártica. O monumento está localizada na Praça Arariboia, Centro de Niterói, no trecho em frente a Rua da Conceição.
Foi inaugurado em comemoração ao quarto centenário da cidade e substituiu o busto de bronze do cacique, que ficava no mesmo local.
A estátua de corpo inteiro tem a frente voltada para a estação das barcas da Praça Arariboia e para a cidade do Rio de Janeiro e apresenta Arariboia seminu, em trajes típicos, com uma expressão de rosto fechada e seus braços cruzados.
Diz a tradição, e a interpretação corrente, que Arariboia estaria em posição de vigilância, para proteger a cidade de invasores vindos do mar e do outro lado da Baía de Guanabara.
Em 2025, a estátua foi realocada para uma posição 100 metros a sul, em frente ao Centro Cultural dos Correios, no contexto das obras de revitalização da Praça Arariboia no Centro de Niterói.